# 물병자리 세타
물병자리 세타(θ Aqr)는 물병자리 방향에 있는 항성이다. 예전부터 부르던 이름은 안카로 중세 라틴어로 둔부라는 뜻이다. 겉보기 등급은 4.175로 맨눈으로 볼 수 있으며 지구로부터 약 187광년 떨어져 있다. 세타는 황도 근처에 있기 때문에 달이 종종 이 별을 가리며 드물게는 행성도 세타를 가린다.
동아시아 천문학에서 세타별은 허수 내 읍(泣, Qì) 별자리에 속해 있다. 읍을 구성하는 별은 물병자리 세타, 물병자리 로이다. 물병자리 세타 자체를 부르는 명칭은 읍이(泣二, Qì èr)로 ‘읍의 두 번째 별’이라는 뜻이다.
세타의 분광형은 G8이며 광도분류는 III~IV인데 여기서 이 별의 나이가 약 4억 3700만 년임을 알 수 있다. 광도분류로부터 이 별은 준거성에서 거성으로 진입하는 중간 상태에 있음을 알 수 있다. 물병자리 세타의 질량은 태양의 2.39배로부터 2.78배에 이른다. 반지름은 태양의 약 12배이다. 세타가 뿜는 빛은 태양의 72배에서 83배에 이른다. 이 별의 외곽 대기 유효 온도는 4,864 켈빈으로 우리 눈에는 이 별이 노란색 빛을 뿜는 것처럼 보인다.